# Warner Bros. Studios, Leavesden

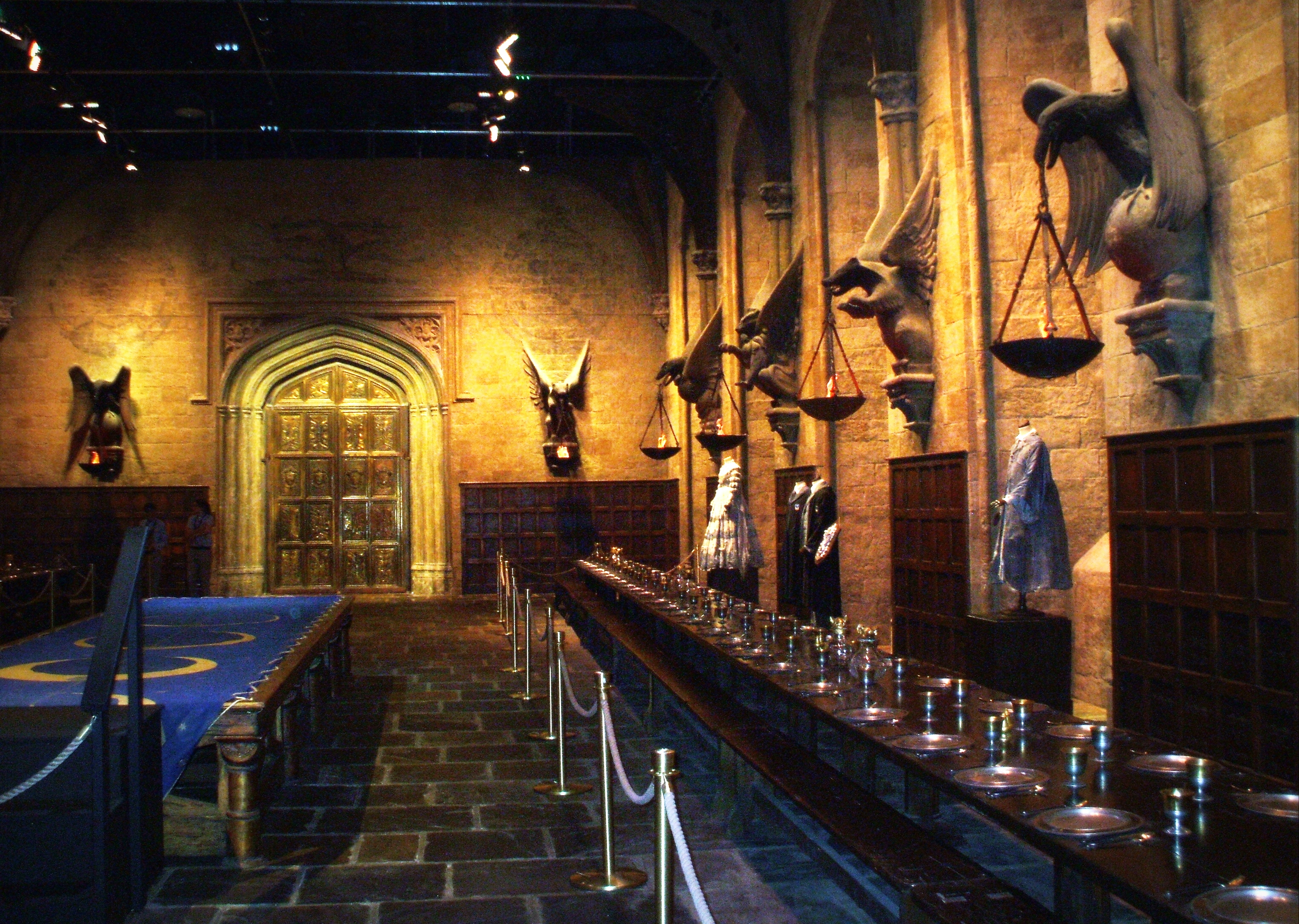
Set de filmagem de Grande Salão de Hogwarts

Leavesden Film Studios é um complexo de filme e mídia localizado perto da cidade inglesa de Watford, no condado de Hertfordshire. Construído na área de uma antiga fábrica da Rolls-Royce em 1995, o complexo foi adquirido pela produtora de filmes Warner Bros. em 2010.  Um dos estúdios se transformou na Warner Bros. Studio Tour London – The Making of Harry Potter, um local de exibição permanente da série Harry Potter, que teve todos os filmes gravados em Leavesden.

## Produções
- GoldenEye (1995)
- Mortal Kombat: Annihilation (1997)
- Star Wars Episode I: The Phantom Menace (1999)
- Sleepy Hollow (1999)
- Harry Potter and the Philosopher's Stone (2001)
- Harry Potter and the Chamber of Secrets (2002)
- Die Another Day (2002)
- Harry Potter and the Prisoner of Azkaban (2004)
- Harry Potter and the Goblet of Fire (2005)
- Harry Potter and the Order of the Phoenix (2007)
- The Dark Knight (2008)
- Harry Potter and the Half-Blood Prince (2009)
- Sherlock Holmes (2009)
- Inception (2010)
- Harry Potter and the Deathly Hallows Part I (2010)
- Harry Potter and the Deathly Hallows Part II (2011)